# Houston Street
Die Houston Street [ˈhaʊstən] ist eine Ost-West-Hauptverkehrsader in Lower Manhattan in New York City. Sie verläuft quer über die gesamte Breite durch den Borough von Manhattan, vom Pier 40 am Hudson River durch das Port-Authority-Truck-Terminal an der Greenwich Street zum East River, und dient als Grenze zwischen den Vierteln Greenwich Village und SoHo („South of Houston Street“) auf der West Side sowie zwischen dem East Village und der Lower East Side auf der East Side. Das numerische Raster zur Straßenbenennung, eingeführt im Rahmen des Commissioners’ Plan von 1811, beginnt unmittelbar nördlich der Houston Street.

## Geschichte

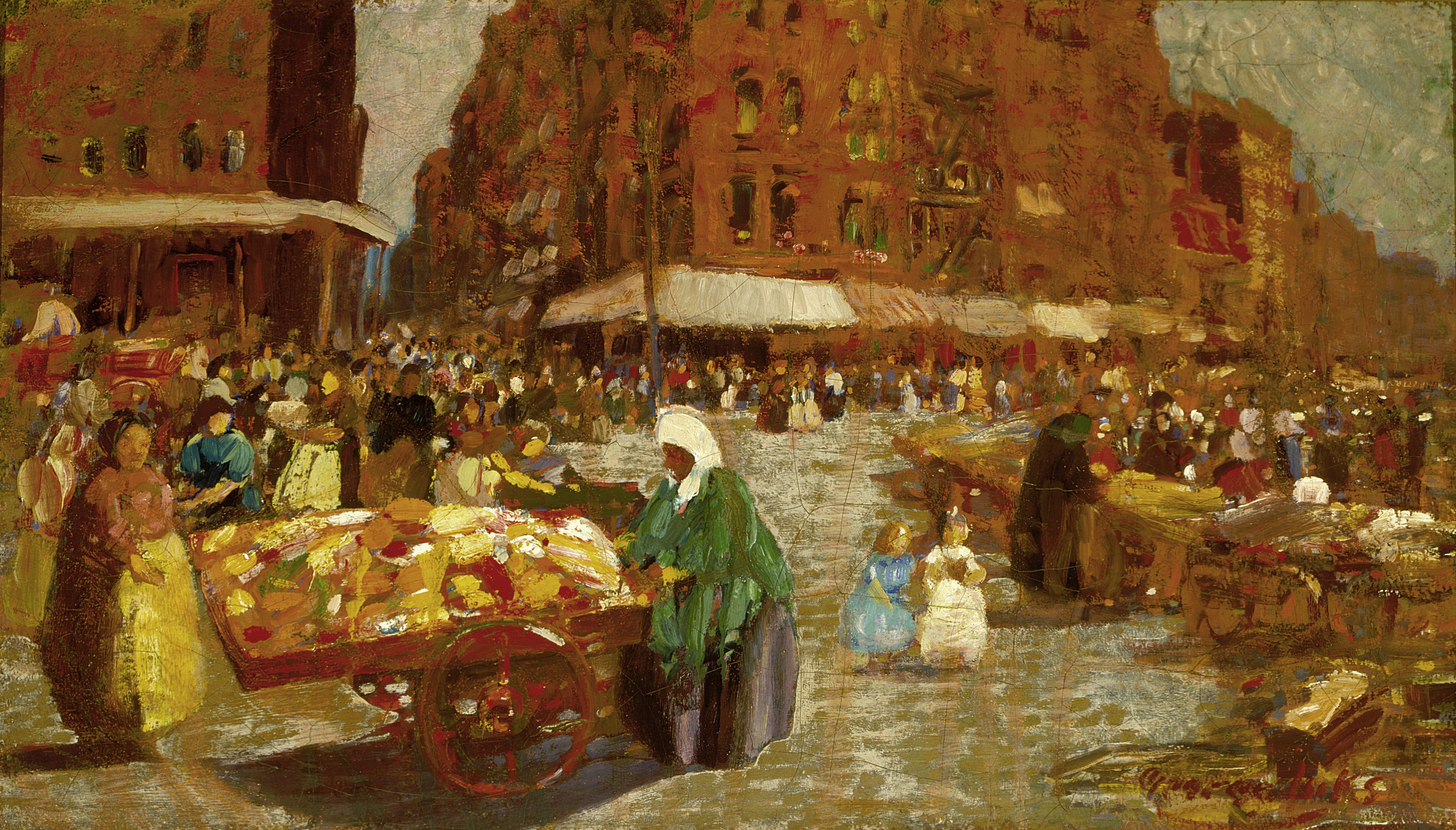
Houston Street (1917), George Luks, Öl auf Leinwand, Saint Louis Art Museum.

- Die Houston Street ist benannt nach William Houstoun, einem Abgeordneten aus Georgia, und nicht etwa nach Sam Houston, nach dem die texanische Stadt Houston benannt wurde – daher die unterschiedliche Aussprache.
- Seit 1888 befindet sich auch die berühmte Sandwichbar Katz’s Delicatessen[1] (auf koschere Art Delikatessen) in der Straße. Bekannt auch aus dem Film Harry und Sally.
- 1891 gründete Nikola Tesla sein Houston Street Labor. Ein Großteil seiner Forschungsergebnisse ging 1895 bei einem Brand verloren.